# Liste der Naturdenkmale in Kirchheim an der Weinstraße
Die Liste der Naturdenkmale in Kirchheim an der Weinstraße nennt die im Gemeindegebiet von Kirchheim an der Weinstraße ausgewiesenen Naturdenkmale (Stand 4. März 2024).

## Naturdenkmale
| Nr.         | Bezeichnung  | Lage                            | Beschreibung                                 | Bild                                    |
| ----------- | ------------ | ------------------------------- | -------------------------------------------- | --------------------------------------- |
| ND-7332-175 | Gehölzgruppe | Weinstraße Nord, bei Nr. 6 Lage | Gehölze um die protestantische Andreaskirche | Direkt Bild zu diesem Denkmal hochladen |